# Аль-Джумуа
Аль-Джуму’а (араб. الجمعة — День пятничной молитвы) — шестьдесят вторая сура Корана. Сура мединская.  Состоит из 11 аятов.

## Содержание
В начале суры говорится как Аллах проявил милость к неграмотным арабам, соблаговолив направить к ним посланником одного из них, чтобы он учил их Корану и основам религии и очищал их от многобожия и грехов. Всевышний порицал иудеев за то, что они отказались придерживаться Торы, хотя они знают её заветы.
В конце суры Аллах приказал верующим, услышав призыв на молитву, устремляться к совершению пятничной молитвы, оставив все торговые дела. А после завершения пятничной молитвы верующим надо разойтись по земле, ища милости Аллаха. Аллах Всевышний порицает верующих за то, что торговля или развлечения отвлекают их от пятничной проповеди.

То, что на небесах, и то, что на земле, славит Аллаха - Властелина, Святого, Могущественного, Мудрого. ۝ Он - Тот, Кто отправил к неграмотным людям Посланника из их среды. Он читает им Его аяты, очищает их и обучает их Писанию и мудрости, хотя прежде они пребывали в очевидном заблуждении. ۝ А также к тем, которые не застали их. Он - Могущественный, Мудрый. ۝ Такова милость Аллаха. Он дарует её, кому пожелает. Аллах обладает великой милостью. ۝ Те, кому было поручено придерживаться Таурата (Торы) и которые не придерживались его, подобны ослу, который везёт на себе много книг. Как же скверно сравнение с людьми, которые считают ложью знамения Аллаха! Аллах не ведёт прямым путём несправедливых людей. ۝ Скажи: «О исповедующие иудаизм! Если вы полагаете, что только вы среди людей являетесь угодниками Аллаха, то пожелайте себе смерти, если вы говорите правду». ۝ Но они никогда не пожелают этого из-за того, что приготовили их руки. Аллаху известно о беззаконниках. ۝ Скажи: «Смерть, от которой вы убегаете, настигнет вас, после чего вы вернётесь к Ведающему сокровенное и явное, и Он сообщит вам о том, что вы совершали». ۝ О те, которые уверовали! Когда призывают на намаз в пятничный день, то устремляйтесь к поминанию Аллаха и оставьте торговлю. Так будет лучше для вас, если бы вы только знали. ۝ Когда же намаз завершится, то разойдитесь по земле, ищите милость Аллаха и часто поминайте Его, - быть может, вы преуспеете. —  62:1—11 (Кулиев)